# 1972 no desporto

## Eventos
- 26 de agosto - Abertura dos XX Jogos Olímpicos em Munique.[1]

### Automobilismo
- 30 de março - Pela primeira vez, o público brasileiro teve a chance acompanhar de perto uma corrida de Fórmula 1, o GP do Brasil, em Interlagos. A prova não contou pontos para o campeonato mundial de Fórmula 1, pois serviu como teste para analisar se o país tinha condições de fazer parte do calendário oficial da categoria. Por ser uma prova extracampeonato, as equipes: Ferrari, McLaren e a Tyrrell foram as grandes ausências. Resultado final da prova: vitória do argentino Carlos Reutemann, (2º) sueco Ronnie Peterson, (3º) brasileiro Wilsinho Fittipaldi, (4º) austríaco Helmut Marko, (5º) australiano Dave Walker e (6º lugar) brasileiro Luiz Pereira Bueno. Os outros dois brasileiros: Emerson Fittipaldi abandonou a prova na 32ª volta (faltando 5 voltas para o final) com problemas na suspensão traseira esquerda, prova que ele tinha tudo para vencê-la e José Carlos Pace só completou a 1ª volta e abandonou-a com problemas no acelerador.[2][3][4]
- 11 de junho - Graham Hill e Henri Pescarolo são os vencedores nas 24 Horas de Le Mans. Com a vitória em Le Mans, Graham Hill torna-se o primeiro piloto a conquistar a Tríplice Coroa do Automobilismo: Grande Prêmio de Mônaco (1963, 1964, 1965, 1968 e 1969) e 500 Milhas de Indianápolis (1966).[5][6]
- 10 de setembro - Emerson Fittipaldi vence o GP da Itália, Monza, e torna-se campeão mundial de Fórmula 1 com duas provas de antecedência. Ele é o primeiro piloto brasileiro a alcançar o título.[7]

### Basquete
- 9 de setembro - Numa final polêmica, a União Soviética vence os Estados Unidos por 51 a 50 e conquista a medalha de ouro pela primeira vez no Basquete Olímpico. É a primeira derrota dos americanos desde que o esporte foi oficializado nos Jogos Olímpicos de 1936; os jogadores americanos se recusaram a aceitar a prata, porque no quase encerramento do jogo, o secretário britânico da FIBA, William Jones, comunicou aos juízes que faltavam três segundos e não um segundo para o final da partida, quando o técnico soviético pediu tempo. Após o jogo, o Comitê Olímpico de Basquete dos Estados Unidos apresentou protesto pela atitude tomada do secretário, mas perderam a ação por 3 a 2 e a medalha de ouro dos soviéticos foi mantida. Os jogadores americanos não foram ao pódio por se sentirem roubado. A medalha de prata está guardada num caixa forte da Suíça.[8][9][10]

### Ciclismo
- 23 de julho - O belga Eddy Merckx vence a 59° edição da Volta à França em Bicicleta.[11]

### Futebol
- 23 de dezembro - O Palmeiras empata com o Botafogo no Morumbi em 0 a 0 e torna-se Campeão Brasileiro pela quinta vez.[12]

### Rugby
- 20 de dezembro - É fundada a Associação Brasileira de Rugby.[13]

### Xadrez
- 1 de setembro - O americano Bobby Fischer sagra-se campeão mundial de Campeonato Mundial de Xadrez de 1972, em Reiquiavique, Islândia, após derrotar o campeão do ano anterior, o russo Boris Spassky.[14]

## Nascimentos
| Data            | Nome                         | Profissão                         | Nacionalidade              | Observações | Ref                 |
| --------------- | ---------------------------- | --------------------------------- | -------------------------- | ----------- | ------------------- |
| 1 de janeiro    | Lilian Thuram                | futebolista                       | França                     |             |                     |
| 8 de janeiro    | Giuseppe Favalli             | futebolista                       | Itália                     |             |                     |
| 13 de janeiro   | Vitaly Scherbo               | ginasta                           | Bielorrússia               |             |                     |
| 1 de fevereiro  | Christian Ziege              | futebolista                       | Alemanha                   |             |                     |
| 3 de fevereiro  | Mart Poom                    | futebolista                       | Estónia                    |             |                     |
| 4 de fevereiro  | Giovanni Silva de Oliveira   | futebolista                       | Brasil                     |             |                     |
| 6 de fevereiro  | Barbara Fusar-Poli           | patinadora artística              | Itália                     |             |                     |
| 8 de fevereiro  | Paul Wight                   | wrestler                          | Estados Unidos             |             |                     |
| 8 de fevereiro  | Bruno de Carvalho            | dirigente desportivo              | Portugal                   |             |                     |
| 11 de fevereiro | Steve McManaman              | futebolista                       | Inglaterra                 |             |                     |
| 14 de fevereiro | Nelson Frazier               | lutador profissional (WWF/WWE)    | Estados Unidos             | m. 2014     |                     |
| 17 de fevereiro | Philippe Candeloro           | patinador artístico               | França                     |             |                     |
| 21 de fevereiro | Nuno Capucho                 | futebolista                       | Portugal                   |             |                     |
| 24 de fevereiro | Richard Chelimo              | maratonista                       | Quênia                     | m. 2001     |                     |
| 1 de março      | Marina Cherkasova            | esquiadora estilo livre           | Rússia                     |             |                     |
| 2 de março      | Mauricio Pochettino          | futebolista                       | Argentina                  |             |                     |
| 3 de março      | Darren Anderton              | futebolista                       | Inglaterra                 |             |                     |
| 4 de março      | Jos Verstappen               | automobilista                     | Países Baixos              |             |                     |
| 6 de março      | Shaquille O'Neal             | basquetebolista                   | Estados Unidos             |             |                     |
| 8 de março      | Matthew Nable                | ator e ex-jogador de rugby league | Austrália                  |             |                     |
| 10 de março     | Matt Kenseth                 | automobilista                     | Estados Unidos             |             |                     |
| 17 de março     | Mia Hamm                     | futebolista                       | Estados Unidos             |             |                     |
| 17 de março     | Oksana Grishuk               | patinadora artística              | Rússia                     |             |                     |
| 20 de março     | Pedro Lamy                   | automobilista                     | Portugal                   |             |                     |
| 22 de março     | Cory Lidle                   | jogador de beisebol               | Estados Unidos             | m. 2006     | [ 15 ]              |
| 22 de março     | Elvis Stojko                 | patinador artístico               | Canadá                     |             |                     |
| 24 de março     | Christophe Dugarry           | futebolista                       | França                     |             |                     |
| 27 de março     | Jimmy Floyd Hasselbaink      | futebolista                       | Países Baixos              |             |                     |
| 28 de março     | Marcos Aurélio Galeano       | futebolista                       | Brasil                     |             |                     |
| 28 de março     | Péter Lipcsei                | futebolista                       | Hungria                    |             |                     |
| 29 de março     | Rui Costa                    | futebolista                       | Portugal                   |             |                     |
| 30 de março     | Karel Poborský               | futebolista                       | Chéquia                    |             |                     |
| 30 de março     | Harlei de Menezes Silva      | futebolista                       | Brasil                     |             |                     |
| 5 de abril      | Tom Coronel                  | automobilista                     | Países Baixos              |             |                     |
| 16 de abril     | Paolo Negro                  | futebolista                       | Itália                     |             |                     |
| 17 de abril     | Raisa O'Farrill              | voleibolista                      | Cuba                       | m. 2023     | [ 16 ]              |
| 18 de abril     | Garry McCoy                  | motociclista                      | Austrália                  |             |                     |
| 19 de abril     | Rivaldo                      | futebolista                       | Brasil                     |             |                     |
| 20 de abril     | Svetlana Ishmouratova        | biatleta                          | Rússia                     |             |                     |
| 21 de abril     | Gwendal Peizerat             | patinador artístico               | França                     |             |                     |
| 21 de abril     | Vidar Riseth                 | futebolista                       | Noruega                    |             |                     |
| 22 de abril     | Milka Duno                   | automobilista                     | Venezuela                  |             |                     |
| 29 de abril     | Mariusz Siudek               | patinador artístico               | Polónia                    |             |                     |
| 9 de maio       | Daniela Silivas              | ginasta                           | Roménia                    |             |                     |
| 22 de maio      | Márcio May                   | ciclista                          | Brasil                     |             |                     |
| 23 de maio      | Capone                       | futebolista                       | Brasil                     |             | [carece de fontes?] |
| 23 de maio      | Rubens Barrichello           | automobilista                     | Brasil                     |             |                     |
| 26 de maio      | Alex Dias de Almeida         | futebolista                       | Brasil                     |             |                     |
| 31 de maio      | Antti Niemi                  | futebolista                       | Finlândia                  |             |                     |
| 9 de junho      | Sandro Cois                  | futebolista                       | Itália                     |             |                     |
| 15 de junho     | Marcus Hahnemann             | futebolista                       | Estados Unidos             |             |                     |
| 17 de junho     | Bjørn Tore Kvarme            | futebolista                       | Noruega                    |             |                     |
| 19 de junho     | Brian McBride                | futebolista                       | Estados Unidos             |             |                     |
| 23 de junho     | Zinédine Zidane              | futebolista                       | França                     |             |                     |
| 30 de junho     | Ramon Menezes Hubner         | futebolista                       | Brasil                     |             |                     |
| 14 de julho     | Basílio                      | futebolista                       | Brasil                     |             |                     |
| 22 de julho     | Paulo Roberto Jamelli Júnior | futebolista                       | Brasil                     |             |                     |
| 1 de agosto     | Christer Basma               | futebolista                       | Noruega                    |             |                     |
| 2 de agosto     | Mohammad Al-Deayea           | futebolista                       | Arábia Saudita             |             |                     |
| 5 de agosto     | Theodore Whitmore            | futebolista                       | Jamaica                    |             |                     |
| 11 de agosto    | Vyacheslav Zahorodnyuk       | patinador artístico               | Ucrânia                    |             |                     |
| 12 de agosto    | Mark Kinsella                | futebolista                       | Irlanda                    |             |                     |
| 12 de agosto    | Paolo Orlandoni              | futebolista                       | Itália                     |             |                     |
| 16 de agosto    | Stan Lazaridis               | futebolista                       | Austrália                  |             |                     |
| 19 de agosto    | Roberto Abbondanzieri        | futebolista                       | Argentina                  |             |                     |
| 22 de agosto    | Max Wilson                   | automobilista                     | Brasil                     |             |                     |
| 25 de agosto    | Davide Sanguinetti           | tenista                           | Itália                     |             |                     |
| 30 de agosto    | Pavel Nedved                 | futebolista                       | Chéquia                    |             |                     |
| 6 de setembro   | Vyacheslav Dayev             | futebolista                       | Rússia                     |             |                     |
| 7 de setembro   | Jean-Jacques Tizié           | futebolista                       | Costa do Marfim            |             |                     |
| 10 de setembro  | Dejan Petković               | futebolista                       | Sérvia                     |             |                     |
| 19 de setembro  | Ulrich Ramé                  | futebolista                       | França                     |             |                     |
| 29 de setembro  | Oliver Gavin                 | automobilista                     | Inglaterra                 |             |                     |
| 1 de outubro    | Jean Paulo Fernandes         | futebolista                       | Brasil                     |             |                     |
| 11 de outubro   | Kyoko Ina                    | patinadora artística              | Estados Unidos             |             |                     |
| 15 de outubro   | Carlos Checa                 | motociclista                      | Espanha                    |             |                     |
| 16 de outubro   | Tomasz Hajto                 | futebolista                       | Polónia                    |             |                     |
| 18 de outubro   | Alex Tagliani                | automobilista                     | Canadá                     |             |                     |
| 20 de outubro   | Dmitri Alenichev             | futebolista e político            | Rússia                     |             |                     |
| 4 de novembro   | Julissa Gomez                | ginasta                           | Estados Unidos             | m. 1991     |                     |
| 4 de novembro   | Luís Figo                    | futebolista                       | Portugal                   |             |                     |
| 13 de novembro  | Pedro Reyes                  | futebolista                       | Chile                      |             |                     |
| 16 de novembro  | Aurelia Dobre                | ginasta                           | Roménia                    |             |                     |
| 17 de novembro  | Giovanni Rosso               | futebolista                       | Croácia                    |             |                     |
| 20 de novembro  | Jérôme Alonzo                | futebolista                       | França                     |             |                     |
| 27 de novembro  | Maya Pedersen-Bieri          | piloto de skeleton                | Suíça                      |             |                     |
| 30 de novembro  | Abel Xavier                  | futebolista                       | Moçambique                 |             |                     |
| 1 de dezembro   | Marianna Davis               | ciclista paralímpica              | Estados Unidos             |             |                     |
| 1 de dezembro   | Stanton Barrett              | automobilista                     | Estados Unidos             |             |                     |
| 5 de dezembro   | Ovidiu Stîngă                | futebolista                       | Roménia                    |             |                     |
| 9 de dezembro   | Fabrice Santoro              | tenista                           | França                     |             |                     |
| 10 de dezembro  | Donavon Frankenreiter        | cantor e surfista                 | Estados Unidos             |             |                     |
| 11 de dezembro  | Sami Al-Jaber                | futebolista                       | Arábia Saudita             |             |                     |
| 12 de dezembro  | Wilson Kipketer              | atleta                            | Dinamarca · Quênia (nasc.) |             |                     |
| 13 de dezembro  | Mauricio Solís               | futebolista                       | Costa Rica                 |             |                     |
| 15 de dezembro  | Sete Gibernau                | motocicista                       | Espanha                    |             |                     |
| 17 de dezembro  | Iván Pedroso                 | atleta, saltador em comprimento   | Cuba                       |             |                     |
| 18 de dezembro  | Evgenia Shishkova            | patinadora artística              | Rússia                     |             |                     |
| 28 de dezembro  | Patrick Rafter               | tenista                           | Austrália                  |             |                     |
| 29 de dezembro  | Jaromír Blažek               | futebolista                       | Chéquia                    |             |                     |
| 30 de dezembro  | Daniel Amokachi              | futebolista                       | Nigéria                    |             |                     |
| 31 de dezembro  | Mathias Hain                 | futebolista                       | Nigéria                    |             |                     |
| 31 de dezembro  | Grégory Coupet               | futebolista                       | França                     |             |                     |

## Mortes
| Data          | Nome              | Profissão                  | Nacionalidade   | Observações | Ref |
| ------------- | ----------------- | -------------------------- | --------------- | ----------- | --- |
| 30 de janeiro | Pavel Roman       | patinador artístico        | Tchecoslováquia | n. 1943     |     |
| 31 de março   | Hana Mašková      | patinadora artística       | Tchecoslováquia | n. 1949     |     |
| 8 de abril    | Sherwin Badger    | patinador artístico        | Estados Unidos  | n. 1901     |     |
| 15 de junho   | Luís Alonso Pérez | treinador de futebol       | Brasil          | n. 1922     |     |
| 2 de dezembro | Yip Man           | Grande Mestre de Wing Chun | China           | n. 1893     |     |